# Världsmästerskapen i skidskytte 1959
De andra världsmästerskapen i skidskytte genomfördes 1959 i vintersportorten Courmayeur i Italien.
Fram till 1966 utsågs världsmästare i en enda disciplin – 20 km individuellt – idag vanligtvis benämnd ”distans”. I samband med tävlingarna genomfördes även en stafettävling, som emellertid fram till 1966 betraktades som inofficiell varför inga medaljer utdelades. Stafetten kallades för ”ramprogram”. Formen för stafetten ändrades detta år till att omfatta tre sträckor.
Till och med 1983 anordnades världsmästerskap i skidskytte endast för herrar.

## Resultat

### Distans herrar 20 km
| Placering | Åkare            | Land          |
| --------- | ---------------- | ------------- |
| 1.        | Vladimir Melanin | Sovjetunionen |
| 2.        | Dimitrij Sokolov | Sovjetunionen |
| 3.        | Sven Agge        | Sverige       |

### Stafett 3 x 7,5 km herrar (inofficiell tävling)
| Placering | Land          | Åkare                                                   |
| --------- | ------------- | ------------------------------------------------------- |
| 1.        | Sovjetunionen | Vladimir Melanin, Dimitrij Sokolov, Valentin Psjenitsin |
| 2.        | Sverige       | Sven Agge, Adolf Wiklund, Sture Ohlin                   |
| 3.        | Norge         | Knut Wold, Henry Hermansen, Ivar Skogsrud               |

## Medaljfördelning
| Plats | Land          | Guld | Silver | Brons | Totalt |
| ----- | ------------- | ---- | ------ | ----- | ------ |
| 1     | Sovjetunionen | 1    | 1      | 0     | 2      |
| 2     | Sverige       | 0    | 0      | 1     | 1      |